# Фелан
Фелан (њем. Vellahn) општина је у њемачкој савезној држави Мекленбург-Западна Померанија. Једно је од 89 општинских средишта округа Лудвигслуст. Према процјени из 2010. у општини је живјело 2.787 становника. Посједује регионалну шифру (AGS) 13054109.

## Географски и демографски подаци
Фелан се налази у савезној држави Мекленбург-Западна Померанија у округу Лудвигслуст. Општина се налази на надморској висини од 44 метра. Површина општине износи 106,5 km². У самом мјесту је, према процјени из 2010. године, живјело 2.787 становника. Просјечна густина становништва износи 26 становника/km².